# 負傷彎貝介
負傷彎貝介（学名：Loxoconcha zamia）为彎貝介科彎貝介屬下的一个种。